# Khamphoui
Khamphoui (Laotiska: ພະນາງຄຳຜຸຍ), född 12 juli 1912, troligen död år 1982, var drottning av Laos 1959-1975 som gift med kung Savang Vatthana av Laos. 
Khamphoui föddes i Luang Phrabang i dåvarande franska protektoratet Laos som dotter till Chao Krum Mahasenapati och Khamoune. Hon gifte sig med den blivande kung Savang Vatthana 7 augusti 1930. Paret fick fem barn. 
Hon blev drottning vid makens tronbestigning i oktober 1959. Som drottning deltog hon i officiella ceremonier och representation. Bland dem var ett uppmärksammat statsbesök i USA 1963, där kungaparet välkomnades av president Kennedy.
Den 2 december 1975 tvingades maken abdikera efter det kommunistiska maktövertagandet. Paret hölls först i husarrest, men arresterades år 1977 tillsammans med sina barn och fördes till ett så kallat omskolningsläger i norra Laos, troligen i närheten av Sop Hao. 
Hon avled enligt uppgift i arbetsläger år 1982. 
Barn
1. Kronprins Vong Savang
2. Prins Savang
3. Prins Sauryavong Savang
4. Prinsessan Savivanh Savang
5. Prinsessan Thala Savang